# Flecha Brabanzona 2019
La 59.ª edición de la clásica ciclista Flecha Brabanzona fue una carrera en Bélgica que se celebró el 17 de abril de 2019 sobre un recorrido de 196,2 kilómetros con inicio el municipio de Lovaina y final en la ciudad de Overijse.
La carrera formó parte del UCI Europe Tour 2019, dentro de la categoría 1.HC. El vencedor fue el neerlandés Mathieu van der Poel del Corendon-Circus seguido del francés Julian Alaphilippe del Deceuninck-Quick Step y el belga Tim Wellens del Lotto Soudal.

## Equipos participantes
Tomaron parte en la carrera 21 equipos: 8 de categoría UCI WorldTeam; y 13 de categoría Profesional Continental. Formando así un pelotón de 144 ciclistas de los que acabaron 110. Los equipos participantes fueron:
| WorldTeams (8)- Lotto Soudal - Bahrain-Merida - Deceuninck-Quick Step - EF Education First - Mitchelton-Scott - Dimension Data - Team Sunweb - UAE Team Emirates Equipos continentales profesionales (13)- Cofidis, Solutions Crédits - Corendon-Circus - Total Direct Énergie - Israel Cycling Academy - Neri Sottoli-Selle Italia-KTM - Riwal Readynez - Roompot-Charles - Sport Vlaanderen-Baloise - Arkéa-Samsic - Vital Concept-B&B Hotels - Team Novo Nordisk - Wallonie Bruxelles - Wanty-Groupe Gobert |
| |

## Clasificación final
- Las clasificaciones finalizaron de la siguiente forma:[4]

| \| Clasificación general \| Clasificación general \| Clasificación general \| Clasificación general \| Clasificación general \| \| Ciclista \| Ciclista \| Equipo \| Tiempo \| \| \| --------------------- \| --------------------- \| --------------------- \| --------------------- \| --------------------- \| \| 1.º \| Mathieu van der Poel \| Corendon-Circus \| 4 h 35 min 11 s \| \| \| 2.º \| Julian Alaphilippe \| Deceuninck-Quick Step \| + 0 s \| \| \| 3.º \| Tim Wellens \| Lotto-Soudal \| + 0 s \| \| \| 4.º \| Michael Matthews \| Team Sunweb \| + 0 s \| \| \| 5.º \| Bjorg Lambrecht \| Lotto-Soudal \| + 11 s \| \| \| 6.º \| Alberto Bettiol \| EF Education First \| + 12 s \| \| \| 7.º \| Enrico Gasparotto \| Dimension Data \| + 12 s \| \| \| 8.º \| Alexander Kamp \| Riwal Readynez \| + 12 s \| \| \| 9.º \| Pieter Serry \| Deceuninck-Quick Step \| + 12 s \| \| \| 10.º \| Maurits Lammertink \| Roompot-Charles \| + 12 s \| \| |                      |                       |                 |
| |                      |                       |                 |
| Fuente: ProCyclingStats |                      |                       |                 |
| Clasificación general |                      |                       |                 |
| Ciclista | Ciclista             | Equipo                | Tiempo          |
| 1.º | Mathieu van der Poel | Corendon-Circus       | 4 h 35 min 11 s |
| 2.º | Julian Alaphilippe   | Deceuninck-Quick Step | + 0 s           |
| 3.º | Tim Wellens          | Lotto-Soudal          | + 0 s           |
| 4.º | Michael Matthews     | Team Sunweb           | + 0 s           |
| 5.º | Bjorg Lambrecht      | Lotto-Soudal          | + 11 s          |
| 6.º | Alberto Bettiol      | EF Education First    | + 12 s          |
| 7.º | Enrico Gasparotto    | Dimension Data        | + 12 s          |
| 8.º | Alexander Kamp       | Riwal Readynez        | + 12 s          |
| 9.º | Pieter Serry         | Deceuninck-Quick Step | + 12 s          |
| 10.º | Maurits Lammertink   | Roompot-Charles       | + 12 s          |

## UCI World Ranking
La Flecha Brabanzona otorgó puntos para el UCI Europe Tour 2019 y el UCI World Ranking, este último para corredores de los equipos en las categorías UCI WorldTeam, Profesional Continental y Equipos Continentales. Las siguientes tablas son el baremo de puntuación y los 10 corredores que obtuvieron más puntos:
| Posición              | 1.º | 2.º | 3.º | 4.º | 5.º | 6.º | 7.º | 8.º | 9.º | 10.º | 11.º | 12.º | 13.º | 14.º | 15.º | 16.º-30.º | 31.º-40.º |
| Clasificación general | 200 | 150 | 125 | 100 | 85  | 70  | 60  | 50  | 40  | 35   | 30   | 25   | 20   | 15   | 10   | 5         | 3         |

| Clasificación |                      |                       |         |
| Posición      | Ciclista             | Equipo                | General |
| ------------- | -------------------- | --------------------- | ------- |
| 1.º           | Mathieu van der Poel | Corendon-Circus       | 200     |
| 2.º           | Julian Alaphilippe   | Deceuninck-Quick Step | 150     |
| 3.º           | Tim Wellens          | Lotto Soudal          | 125     |
| 4.º           | Michael Matthews     | Sunweb                | 100     |
| 5.º           | Bjorg Lambrecht      | Lotto Soudal          | 85      |
| 6.º           | Alberto Bettiol      | EF Education First    | 70      |
| 7.º           | Enrico Gasparotto    | Dimension Data        | 60      |
| 8.º           | Alexander Kamp       | Riwal Readynez        | 50      |
| 9.º           | Pieter Serry         | Deceuninck-Quick Step | 40      |
| 10.º          | Maurits Lammertink   | Roompot-Charles       | 35      |